# نيكولا بيرتن
نيكولا بيرتن (بالفرنسية: Nicolas Bertin)‏ هو رسام فرنسي، ولد في 1667 في باريس في فرنسا، وتوفي بنفس المكان في 11 أبريل 1736.